# Гонсон, Бенджамин
Бенджамин Гонсон (англ. Benjamin Gonson; 1514, Грейт Уорли, Эссекс, Англия -1577, там же) — первый сюрвейер Королевского военно-морского флота Англии (с 24 апреля 1546 года), один из основателей и член Военно-морского совета Англии (англ. Navy Board). Входил в число высших чиновников Британского Адмиралтейства.
Сын вице-адмирала сэра Уильяма Гонсона. Занимал должность сюрвейера с 1546 по 1549 год, передав этот пост адмиралу сэру Уильяму Винтеру.
В 1560 году был пайщиком организуемой его зятем, мореплавателем и будущим адмиралом Джоном Хокинсом, первой экспедиции в Африку и Испанскую Америку.